# Strongylodon
Strongylodon es un género de plantas con flores con 26 especies perteneciente a la familia Fabaceae. Es originario de Asia tropical.

## Especies seleccionadas
- Strongylodon agusanensis
- Strongylodon archboldianus
- Strongylodon campenoni
- Strongylodon caeruleus
- Strongylodon catati
- Strongylodon celebicus
- Strongylodon crassifolius
- Strongylodon craveniae
- Strongylodon decipiens
- Strongylodon elmeri
- Strongylodon juangonzalezii
- Strongylodon loheri
- Strongylodon lucidus
- Strongylodon macrobotrys
- Strongylodon madagascariensis
- Strongylodon pulcher
- Strongylodon ruber
- Strongylodon zschokkei

- Datos: Q2559637
- Multimedia: Strongylodon / Q2559637
- Especies: Strongylodon